# Itabuna
Itabuna là một đô thị thuộc bang Bahia, Brasil. Đô thị này có diện tích 443,2 km², dân số năm 2007 là 209221 người, mật độ 462,5 người/km².